# Vlag van Oude IJsselstreek

Vlag van de gemeente Oude IJsselstreek

De gemeente Oude IJsselstreek voert geen officiële vlag. Wel gebruikt de gemeente een logovlag waarin het gemeentelogo bestaande uit tekst voor een "pennestreek" op een witte achtergrond staat. In een oudere versie bestond dit nog uit groen en blauw met daarboven blauwe en groene driehoeken, maar na een update van de huisstijl zijn de driehoeken verdwenen en is het logo geheel donkerblauw geworden. Omdat logovlaggen een uiting van de huisstijl zijn, vaak worden aangepast en zich niet aan de basisprincipes van vlaggenleer houden worden ze niet opgenomen in het vlaggenregister van de Hoge Raad van Adel. Deze vlaggen kunnen wel een officiële status hebben als ze bij besluit door de gemeenteraad zijn aangenomen, maar dit gebeurt vaak ook niet.
De herkomst en de betekenis van het logo of de huisstijl is niet bekend.
Aalten ·
Apeldoorn ·
Arnhem ·
Barneveld ·
Berg en Dal ·
Berkelland ·
Beuningen ·
Bronckhorst ·
Brummen ·
Buren ·
Culemborg ·
Doesburg ·
Doetinchem ·
Druten ·
Duiven ·
Ede ·
Elburg ·
Epe ·
Ermelo ·
Harderwijk ·
Hattem ·
Heerde ·
Heumen ·
Lingewaard ·
Lochem ·
Maasdriel ·
Montferland ·
Neder-Betuwe ·
Nijkerk ·
Nijmegen ·
Nunspeet ·
Oldebroek ·
Oost Gelre ·
Oude IJsselstreek ·
Overbetuwe ·
Putten ·
Renkum ·
Rheden ·
Rozendaal ·
Scherpenzeel ·
Tiel ·
Voorst ·
Wageningen ·
West Betuwe ·
West Maas en Waal ·
Westervoort ·
Wijchen ·
Winterswijk ·
Zaltbommel ·
Zevenaar ·
Zutphen